# Quassowski
Quassowski ist ein ostpreußischer Familienname slawischen Ursprungs. Er setzt sich zusammen aus dem Grundwort „Quass-“ und der Endung „-owski“. Das Grundwort „Quass“ leitet sich ab vom polnischen „kwas“, das so viel wie „sauer“ oder „Sauerteig“ bedeutet, während die Endung „-owski“ eine Zugehörigkeit ausdrückt.

## Namensbedeutung
Die Zugehörigkeitsendung „-owski“ besteht ihrerseits wiederum aus den zwei ursprünglich auch selbständig verwendeten Suffixen „-ow“ und „-ski“. Das Suffix „-ow“ ist eine im slawischen Sprachgebiet sehr häufige Ortsnamens- und Familiennamensendung, die auf die polnische Endung des Genitivs Plural „-ow“ zurückgeht und auch in vielen eingedeutschten Ortsnamen als „-au“ weiterlebt (vgl. Moskau, Breslau, Spandau). Das Suffix „-ski“ dient zur Bezeichnung einer dazugehörigen Person und hat keinen über das vergleichbare deutsche „-er“ hinausgehenden Bedeutungsgehalt, auch wenn es bei vielen polnischen Adelsgeschlechtern im Sinne des deutschen „von“ Verwendung gefunden hat. 

## Schreibweisen
Nach den Aufzeichnungen des bekannten Familienforschers und Autors der Kartei Quassowski, Hans Wolfgang Quassowski, sind die folgenden Schreibweisen des Namens belegt:
Quasofski, Quasowska, Quasowski, Quasowskis, Quasowsky,
Quaiß-Quassowski (Quaiss-Quassowski) Quassofsky, Quassokowski,
Quassow, Quassowski, von Quassowski, Quaßowski (Quassowski),
Quassowsky, Quaß-Quassowski (Quass-Quassowski), Quaßowsky
(Quassowsky), Quassowsky, Quaßsowski (Quassowski), Quoßowsky
(Quossowsky), Quselowski,
Kwacofsky, Kwaschkowski, Kwaschkowsky, Kwasowna,
Kwasowski, Kwasowsky, Kwassowski, Kwasowski, Kwassowski

## Geographische Verbreitung des Familiennamens
In der Schreibweise „Quassowski“ war der Name vor dem Zweiten Weltkrieg vor allem in Ostpreußen verbreitet. Als ältestes Vorkommen ist im 16. Jahrhundert eine Stammfolge aus Pietzonken (1930 bis 1945 Grünau, polnisch Pieczonki) im ehemaligen ostpreußischen Kreis Lötzen nachgewiesen. Daneben ist eine weitere, nicht verwandte Stammfolge aus dem Kreis Pillkallen (1938–1945 Schloßberg) belegt.
In der polnischen Schreibweise des Namens (Kwasowski) kommt der Name auch in vielen Teilen Polens vor.
Im Nachkriegsdeutschland findet sich der Familienname „Quassowski/ky“ am häufigsten in:
- Nordrhein-Westfalen
- Niedersachsen und
- Schleswig-Holstein

## Namensträger
- Arthur Quassowski (1858–1943), deutscher Generalleutnant
- Hans Wolfgang Quassowski (1890–1968), Ministerialrat im Reichswirtschaftsministerium und Genealoge
- Julius Ludwig Quassowski (1824–1909), Königl. Preuß. Eisenbahndirektionspräsident, Baumeister
- Jutta Lange-Quassowski (* 1944), deutsche Politikwissenschaftlerin
- William Quassowski (1876–1942), deutscher Landrat und Ministerialdirigent